# North Nibley
North Nibley est une paroisse civile et un village du Gloucestershire, en Angleterre.